# High School Debut
High School Debut (高校デビュー, Kōkō Debyū?, también conocido como Koukou Debut) es un manga shōjo de comedia romántica creado por Kazune Kawahara (河原 和音, Kawahara Kazune?). Fue serializado en Japón por Shueisha en Bessatsu Margaret de 2003 a 2008 y recogido en 13 volúmenes encuadernados. La serie fue adaptada como un CD drama y como una serie de seis novelas ligeras escritas por Yuu Kuramoto. El manga está licenciado en Estados Unidos por Viz Media, el cual publicó ediciones en inglés de los 13 volúmenes entre enero de 2008 y febrero de 2010.
La serie sigue la relación entre Haruna Nagashima, una entusiasta ex-estrella de softball, y Yoh Komiyama, el chico fresco que ella para entrenar en su amor romántico. Ha sido elogiada por los críticos como premisa de un manga shōjo estándar, altamente entretenda creada por el manejo de personajes de Kawahara, particularmente las ventajas románticas, y trabajo artístico.

## Argumento
Haruna Nagashima lo dio todo al softball en escuela media, ahora que ha hecho su debut en el instituto,  ha decidido darlo todo para lograr un nuevo objetivo: consiguiendo un novio e irse enamorando. Aun así,  tiene un pequeño problema—ya que nunca prestó atención a la moda o las tendencias en la escuela media, no tiene la menor idea de cómo hacer para hacerse más atractiva y así encontrar el amor que busca. Pero un encuentro casual con el popular Yoh Komiyama le proporciona la oportunidad que necesita. Si él le enseña a ella como verse más atractiva, seguramente se pueda encontrar un novio. 
Él está de acuerdo con entrenar a Haruna después de su gran persistencia, pero con una condición: que no debe caer enamorada de él.

## Personajes principales
Haruna Nagashima (長嶋 晴菜, Nagashima Haruna?)
Una chica de preparatoria, quién jugó softball y estuvo dedicada al manga en la escuela media. Ella es consciente de ser una persona muy densa, una personalidad similar a la de su amigo Yoh. Poco después ingresa al instituto, ella llega determinada para encontrar un novio bajo la influencia de todo el manga shōjo que lee. Accidentalmente conoce a Yoh después de un intento fallido en ser "cogida" por tipos. Poco después de aquello,  descubre que Yoh va al mismo instituto que Haruna y le pregunta si puede entrenarla para que pueda verse físificamente más atractiva. Después de ser rechazada,  conoce a Asami, hermana de Yoh y se vuelven amigas. Pronto, Yoh a regañadientes acepta para ser el entrenador de Haruna con una condición–que no caiga enamorada de él. Yoh le ayuda a diario, con la ropa y cosas así, e incluso le da consejos sobre qué hacer cuando ella se enamore de uno de los amigos de Yoh. Haruna puede ser descrita como de mente sencilla y no parece prestar mucha atención a su entorno, a pesar de que es de muy buen corazón y no puede rechazar a cualquier persona que necesite ayuda. Su amigo una vez declaró que ella es "pura de corazón hasta el punto de dar miedo". Finalmente le termina gustando Yoh y los dos acaban saliendo.
Yoh Komiyama (小宮山 ヨウ, Komiyama Yō?)
Un "bombón total" quién esta en el grado por encima de Haruna. Él conoce las ideas sobre la manera de como impresionar a los hombres desde el punto de vista de una mujer. A pesar de que es un poco tímido y fácilmente avergonzado,  representa una figura de ademán fresco, fue incluso una vez confesado por la mayoría de las chicas de su clase. En el inicio, cuando Haruna le pidió a su tutor acerca de profesión haciendo de novio, advirtió que ella no se enamore de él o llore a su alrededor. Hasta que ella se le confiesa a él una noche mientras actuaba extraño y él está de acuerdo en salir con ella, convirtiéndose en una pareja y se enfrentan a muchas pruebas, pero nunca se rompen.
Asami Komiyama (小宮山 麻美, Komiyama Asami?)
Hermana menor de Yoh. A pesar de que es bonita y admirada por muchos chicos, a menudo muestra su lado vanidoso. Tiene un serio complejo de hermano. Quiere que Yoh y Haruna estén juntos, pero a veces intenta proteger su hermano mayor cuándo piensa que Haruna está intentando conseguir sexualmente a Yoh. A menudo, cuando Haruna va con ella, cuando ella está teniendo un problema, Asami dice que va a ser "divertido", pero rápidamente lo reemplaza con "problemas". Le gusta Fumiya, pero quería probarlo y ver si podía esperar para siempre en la nieve por ella. Haruna le ayudó a notar cómo era Fumiya de bondadoso y desde allí, han estado saliendo. Ella se enoja con Fumiya cuando él no tomó ningún aviso de ella, incluso cuando ella trató con sus lindas poses.Ella tiene un lado travieso que puede causar otros problemas. Yoh una vez la acusó de ser "travieso y malvada", y su respuesta fue: "No, sólo soy traviesa."
Fumiya Tamura (田村 史也, Tamura Fumiya?)
Amigo de Yoh, también conocido como "Fumi". Él es un poco lento, ya que no consigue algunas cosas directamente, incluso si están ante sus ojos. Su comportamiento cariñoso era repentinamente vicioso cuando las mujeres y los niños están siendo intimidados o acosados. Su sobrenombre es "oso durmiente" que se le dio a él cuando solía hacer judo.
Yui Asaoka (朝丘 唯, Asaoka Yui?)
Amigo de Yoh. Tiene un trabajo de medio tiempo en un restaurante, y Fumiya le gusta,  es tranquilo y cuidadoso (afortunadamente,  tiene algo de sentido común y no es tan denso como Fumiya). Yoh dice que el noventa por ciento de lo que dice Asaoka es por bondad y que quien sale con él sería feliz por todas las palabras amables que él dice. En una ocasión fue a una cita con Haruna hacer celoso a Yoh. Cuando Yoh finalmente aparece en la fecha, Yui le dice que él estaba actuando. Esconde sus verdaderos sentimientos en chistes, pero cuándo Mami le dice: "siempre te estás engañando por pasar las cosas como si fueran un chiste, así que...ahora ni siquiera tu mismo conoces cuáles son tus verdaderos sentimientos." Después de eso, le dijo Haruna que le gusta, pero ella pensó que él sólo estaba actuando.
Mami Takahashi (高橋 真巳, Takahashi Mami?)
Mejor amiga de Haruna desde la escuela media. Es notablemente tranquila y reservada, siendo capaz de leer (entender) a Haruna como un libro abierto. Su amistad es estrecha y Haruna la ha descrito cómo Mami convirtiéndose primero en su amiga por ayudarla con su pitcheo. Tiene un trabajo de medio tiempo en una tienda de alquiler de vídeos y era capitán de softball de su equipo. Haruna a menudo tiene una opinión muy alta de Mami creyendo que ella es "increíble". Ella describe a Mami como amable, inteligente y tranquila, que a menudo se replicó a la afirmación de que Mami es una "chica agradable" o una "buena chica". Se ha revelado también que Mami extremadamente valora su amistad con Haruna, incluso llegando hasta el punto de decir que ella "traicionó" a Haruna por no creer y confiar en el tono de Haruna, que ellos habían perdido ese juego en el tercer año. Mami ha demostrado en varias ocasiones, que ella es muy perceptiva, especialmente en relación con Haruna. Haruna, a su vez, demuestra su afecto por Mami, tratando de ayudarla a encontrar su propio amor.

## Media

### Manga
High School Debut fue escrito e ilustrado por Kazune Kawahara. Fue serializado en Japón por Shueisha en la revista de manga shōjo (dirigido a chicas adolescentes) Bessatsu Margaret entre 2003 y agosto de 2008. Los 52 los capítulos sin título estuvieron recogidos en 13 volúmenes encuadernados. Es publicado en América del Norte por Viz Media bajo la etiqueta Shojo Bate, con los 13 volúmenes publicados en inglés. Es también publicado en Italia y en Corea por Star Comics.
Dos cuentos de secuela llamaron "Enren Debut" ("Debut de Amor de Distancia Larga"), puesto en los meses después de la conclusión de la serie, estuvo publicado en la Marcha y mayo de 2009 asuntos de Deluxe Margaret.
En marzo de 2011 se liberó un nuevo volumen de la serie. -"edición de amor lejano" o "edición de amor - far High School Debut" - emitida el 25 de marzo de 2011. Esta secuela de octubre de 2013, ya publicó dos volúmenes, incluyendo este. El otro volumen 15 liberado el 25 de julio de 2013 fue llamado "Far Love Knitting".

#### Lista de capítulos
| Nº | Capítulos | Lanzamiento en Japón    | ISBN Japonés      | Lanzamiento en Norteamérica | ISBN Norteamericano |
| -- | --------- | ----------------------- | ----------------- | --------------------------- | ------------------- |
| 1  | 1-4       | 25 de marzo de 2004     | 978-4-08-847728-2 | 1 de enero de 2008          | 978-1-4215-1481-9   |
| 2  | 5-8       | 23 de julio de 2004     | 978-4-08-847765-7 | 4 de marzo de 2008          | 978-1-4215-1482-6   |
| 3  | 9-12      | 25 de marzo de 2005     | 978-4-08-847837-1 | 6 de mayo de 2008           | 978-1-4215-1483-3   |
| 4  | 13-16     | 25 de mayo de 2005      | 978-4-08-847858-6 | 1 de julio de 2008          | 978-1-4215-1731-5   |
| 5  | 17-20     | 25 de enero de 2006     | 978-4-08-846025-3 | 2 de septiembre de 2008     | 978-1-4215-1732-2   |
| 6  | 21-24     | 25 de abril de 2006     | 978-4-08-846051-2 | 4 de noviembre de 2008      | 978-1-4215-1733-9   |
| 7  | 25-28     | 24 de noviembre de 2006 | 978-4-08-846118-2 | 6 de enero de 2009          | 978-1-4215-2189-3   |
| 8  | 29-32     | 23 de marzo de 2007     | 978-4-08-846156-4 | 3 de marzo de 2009          | 978-1-4215-2190-9   |
| 9  | 33-36     | 25 de julio de 2007     | 978-4-08-846195-3 | 5 de mayo de 2009           | 978-1-4215-2191-6   |
| 10 | 37-40     | 25 de diciembre de 2007 | 978-4-08-846249-3 | 7 de julio de 2009          | 978-1-4215-2665-2   |
| 11 | 41-44     | 25 de abril de 2008     | 978-4-08-846287-5 | 1 de septiembre de 2009     | 978-1-4215-2666-9   |
| 12 | 45-48     | 25 de agosto de 2008    | 978-4-08-846325-4 | 3 de noviembre de 2009      | 978-1-4215-2922-6   |
| 13 | 49-52     | 25 de diciembre de 2008 | 978-4-08-846367-4 | 2 de febrero de 2010        | 978-1-4215-3129-8   |
| 14 | 53-56     | 25 de diciembre de 2011 | 978-4-08-846634-7 | 25 de marzo de 2011         | 978-4-08-845075-9   |
| 15 | 57-60     | 25 de julio de 2013     | 978-4-08-845075-9 | 25 de julio de 2013         | 4088450752          |

### CD Drama
La serie ha sido adaptada como CD de obra liberado el 10 de junio de 2005. Elenco:
- Haruna Nagashima: Junko Noda
- Yoh Komiyama: Hikaru Midorikawa
- Asami Komiyama: Rika Komatsu
- Mami Takahashi: Sayaka Ohara
- Fumiya Tamura: Katsuyuki Konishi
- Asaoka Yui: Akira Sasanuma

### Novelas ligeras
La serie también ha sido adaptada como una serie de seis novelas ligeras escritas por Yuu Kuramoto (倉本由布?) e ilustradas por Kazune Kawahara. Fueron publicadas por Shueisha bajo la imprenta Cobalt empezando en junio de 2007.

#### Lista de volúmenes
| Nº | Título | Fecha de publicación    | ISBN              | Nota/s                                              |
| -- | --- | ----------------------- | ----------------- | --------------------------------------------------- |
| 1  | High School Debut (高校デビュー Kōkō Debyū?) | 28 de junio de 2007     | 978-4-08-601047-4 | [ 37 ]                                              |
| 2  | High School Debut (高校デビュー 好きになっちゃいけないひと Kōkō Debyū Suki ni Natchaikenai Hito!?)                                                    | 1 de agosto de 2007     | 978-4-08-601060-3 | [ 38 ]                                              |
| 3  | High School Debut: Christmas Battle! (高校デビュー クリスマス大作戦! Kōkō Debyū Kurisumasu Daisakusen!?)                                              | 1 de noviembre de 2007  | 978-4-08-601097-9 | [ 39 ]                                              |
| 4  | High School Debut: Be Careful with Love Consultations! (高校デビュー 恋の相談にご用心! Kōkō Debyū Koi no Sōdan ni Goyōjin!?)                          | 26 de diciembre de 2007 | 978-4-08-601120-4 | [ 40 ]                                              |
| 5  | High School Debut: Mass-Generated Love Troubles!? (高校デビュー 恋のトラブル、大量発生!? Kōkō Debyū Koi no Toraburu, Tairyō Hassei!??)                | 1 de abril de 2008      | 978-4-08-601154-9 | [ 41 ]                                              |
| 6  | High School Debut: I have the confession of love knitting!? (高校デビュー 恋の告白されちゃいましたっ!? Kōkō Debyū Koi no Kokuhaku Sarechaimashita!??) | 2 de septiembre de 2008 | 978-4-08-601212-6 | Esto es una historia original, y no una adaptación. |

### Acción en vivo
Una película de acción en vivo de High School Debut con la filmación empezando en octubre de 2010 fue lanzado 1 de abril de 2011. Mizobata Junpei y Ohno Ito protagonizando como el actor/actriz principales.

## Recepción
High School Debut era el manga que mejor se vendía en Japón durante su publicación. Por ejemplo, los volúmenes 9, 10 y 11 alcanzaron el número 2 en la lista de Tohan de los mejores vendidos, y los volúmenes 12 y 13 debutaron en el número 3. El volumen 13 fue el volumen de manga número 34 más vendido en los seis meses antes del 17 de mayo de 2009, vendiendo más de 360.000 copias. Deb Aoki de About.com enumera a High School Debut como el mejor manga shōjo de 2008.
Los volúmenes uno y dos de la edición en inglés fueron nombrados como dos de las grandes novelas gráficas para adolescentes de 2008 por YALSA. Un crítico en About.com nombró la traducción al inglés un nuevo manga favorito de 2008, llamándolo "bien elaborado y adorable"; un crítico en PopCultureShock de modo similar describió una serie que "sólo te hace feliz". School Library Journal describió la serie como "feria estándar para lectores de manga más jóvenes" y "una buena compra para escuelas y bibliotecas." Joanna Draper en Cómics Worth Reading lo llamó su "serie shojo favorita en publicación" por ser entretenida e ingeniosa. Otaku EE. UU. criticaron el primer volumen por lo poco predecible de la historia.
El arte de Kawahara fue alabado para su estilo limpio y diseño, figuras dinámicas, y expresiones emocionales, y fue comparado por un crítico, Yoko Kamio. 
Los críticos elogiaron consistentemente a Haruna como una heroína de historietas y una clave para la apelación de las series, pero el manejo de Kawahara de los otros personajes también fue elogiada, particularmente con Yoh y su hermana Asami. Ellos también alabaron la relación de Haruna con Yoh, que se presenta como una pareja de amigos y de igualdad. Algunos críticos notaron que el tema de cambio de imagen inicial de la historia era más hábilmente manejado que un breve resumen que les llevó a esperar, aunque algunos todavía expresaron reservas al respecto.